# جائحة كوفيد-19 في إقليم كوردستان
يعد وباء كوفيد-19 في إقليم كردستان (بالإنجليزية: COVID-19 pandemic in the Kurdistan Region)‏ هي جزء من الجائحة العالمية المستمرة لمرض فيروس كورونا 2019 الناجم عن متلازمة الجهاز التنفسي الحادة الوخيمة فيروس كورونا 2 ( SARS-CoV-2 ). تم تأكيد وصول مرض كوفيد-19 لأول مرة إلى إقليم كردستان، وهو منطقة تتمتع بالحكم الذاتي في العراق، في 1 مارس 2020.

## خلفية
في 12 يناير 2020، أكدت منظمة الصحة العالمية أن فيروس كورونا الجديد كان سبب لمرض الجهاز التنفسي في مجموعة من الأشخاص في مدينة ووهان بمقاطعة هوبي في الصين، والذي تم الإبلاغ عنه لمنظمة الصحة العالمية في 31 ديسمبر 2019. كانت نسبة الوفيات بسبب كوفيد-19 أقل بكثير من نسبة سارس في عام 2003، ولكن انتقال العدوى كان أكبر بكثير، مع إجمالي عدد كبير من الوفيات.

## الخط الزمني

### مارس 2020
في 1 مارس، تم تأكيد أول حالة في إقليم كردستان.

### أغسطس 2020
في 5 أغسطس وصل إجمالي حالات الإصابة بفيروس كورونا في إقليم كردستان إلى 15,577 حالة.